# AutoREALM
AutoREALM est un logiciel libre de dessin vectoriel cartographique conçu à l'origine pour dessiner des cartes de jeu de rôle, principalement dans des mondes de type "médiéval-fantastique". Il fonctionne sur le système d'exploitation Windows.
Créé et commercialisé par Andy Gryc dans sa version 1.1, il se trouve sous licence GNU GPL[Laquelle ?] depuis la version 1.14. Le programme est semblable à Campaign Cartographer, logiciel commercialisé et sous droits d'auteurs.
AutoREALM, dans sa version 2.x, est principalement écrit en Delphi et tourne actuellement sous Microsoft Windows et WINE. Un travail de réécriture du code de l'environnement graphique ("GUI" en anglais) est en cours. Il étendra le support aux systèmes d'exploitation Linux, FreeBSD et Mac OS X, grâce aux fonctions graphiques de la boîte à outils de programmation wxWidgets.
AutoREALM supporte les calques graphiques, différentes échelles de mesures (journée à cheval, miles, kilomètres, etc.) et l'apposition sur votre carte de grilles (carrés, hexagones, etc.), bien utiles pour les utilisateurs de wargames. Le support de lignes reliées point à point (avec des styles différents), qu'elles soient droites ou fractales est possible. Cette dernière option qui permet le dessin des côtes est bien pratique.
Vous pouvez grouper vos objets et les inclure dans des symboles de cartes. Ces symboles sont arrangés dans une bibliothèque, déjà bien fournie à la base par de nombreux contributeurs. Vous pouvez créer vos propres symboles. Le programme possède également quelques autres modules, tels qu'AutoNAME, un générateur de noms basé sur des règles de grammaires sans contexte.